# 2,3-维蒂希重排反应
[2,3]-维蒂希重排反应是将一个烯丙基醚转换成一个高烯丙醇的协同周环反应。该反应属于协同反应，因此具有较高的立体选择性，可以在合成途径前期用于构建手性中心。不过因为关键中间体有着碳负的结构，维蒂希重排需要强碱性条件。[1,2]-维蒂希重排反应是其竞争反应。
产生异构戊-5-烯-1-醇的[1,2]-威悌重排是一种在高温下发生的竞争过程。由于[2,3]-威悌重排的高原子经济性和立体选择性，它已经获得了相当大的合成效用。碳阴离子通过中等酸性底物的直接锂化，锡金属转移反应或O，S-缩醛的还原锂化而产生。使用手性起始材料的立体选择性方法已被用于实现不对称诱导或简单的非对映选择
(1)

## 机理与立体化学

### 优势机理
碳负离子形成后，在低温下有选择性地发生[2,3]-维蒂希重排，且反应速率较快。然而，如果反应体系的温度达到-60°C以上，则主要发生[1,2]重排。
(2)
假定的过渡态具有五元包络状结构。 连接阴离子的基团（G）能够占据假平键或假立键的位置，而前者通常占优。为避免产生烯丙位张力，在乙醚氧另一侧的大取代基倾向于占据外型位置（RE）。These restrictions lead to a preference for the syn product from (Z) isomers and anti products from (E) isomers; however, some exceptions to this rule are known.
(3)

## 简介
[2,3]-σ迁移重排发生在很多不同的X和Y基团之间（见下图）。当X是一个碳负离子，Y是一个醇盐时，该重排就被称为[2,3]-维蒂希重排反应。
(1)

## 实验条件和步骤

### 典型条件
重排必须在低于-60°C的温度下进行，以避免竞争性的 [1,2]  - 重排。 通常，用正丁基锂简单地处理基质足以引起重排。 涉及丁基锂的反应应在氮气或氩气下进行，严格无水。